# Sixx:A.M.
Sixx:A.M. byla americká hard rocková kapela z Los Angeles, založená v roce 2007 Nikkim Sixxem, DJ Ashbou a Jamesem Michaelem. Jedná se o boční projekt Nikkiho Sixxe, který hraje na basovou kytaru v heavy metalové skupině Mötley Crüe. Skupina je nejvíce známá svým hitem "Life is Beautiful". Jméno kapely je spojení příjmení všech tří členů Sixx:Ashba a Michael. První album skupiny The Heroin Diaries Soundtrack vychází ze Sixxovy autobiografické knihy "The Heroin Diaries: A Year in the Life of a Shattered Rock Star".
V roce 2020 v reakci na opioidovou krizi ve spojených státech skupina vydala singl Maybe Its Time - v písni kromě členů vystoupili též Slash (Guns N Roses), Corey Taylor (Slipknot), Joe Elliott (Def Leppard), Ivan Moody (Five Finger Death Punch) a Brantley Gilbert.
V roce 2021 se skupina rozpadla, potom co Nikki Sixx zformoval zpět Mötley Crüe.

## Členové

### Současní
- James Michael - zpěv, kytara, klávesy, bicí (2007-2021)
- Nikki Sixx - baskytara, doprovodný zpěv (2007-2021)
- DJ Ashba - kytara, zpěv (2007-2021)

### Bývalí
- Glen Sobel - bicí, perkuse (2007)
- Tony Palermo - bicí, perkuse (2008)
- Jeff Fabb - bicí, perkuse (2014)

### Hostující
- Dustin Steinke - bicí (2015-2021)
- Amber Vanbuskirk - doprovodný zpěv (2015-2021)

## Diskografie

### Studiová alba
| Datum vydání   | Název alba                     |
| -------------- | ------------------------------ |
| 21. srpna 2007 | The Heroin Diaries Soundtrack  |
| 3. května 2011 | This Is Gonna Hurt             |
| 7. října 2014  | Modern Vintage                 |
| 29. dubna 2016 | Prayers for the Damned, Vol. 1 |

### EP alba
| Datum vydání       | Název alba        |
| ------------------ | ----------------- |
| 10. června 2008    | X-Mas In Hell     |
| 25. listopadu 2008 | Live Is Beautiful |
| 13. prosince 2011  | 7                 |

### Video alba
| Datum vydání    | Název alba |
| --------------- | ---------- |
| 24. března 2009 | Crüe Fest  |